# エリック・スノウ
エリック・スノウ（Eric Snow, 1973年4月24日 - ）はアメリカ合衆国オハイオ州カントン出身の元バスケットボール選手。NBAのフィラデルフィア・セブンティシクサーズ等で活躍した。ポジションはポイントガード。

## 経歴

### 学生時代
スノウはオハイオ州に生まれ、バスケットボールのキャリアをカントンマッキンレー高校からスタートする。1991年に高校を卒業するとミシガン州立大学に進学する。
彼が新人の時、ミシガン州立大学のチーム、スパルタンズはジャッド・ヒースコート監督の下、NCAAトーナメントで第5シードの位置だったが2回戦で敗退。1994年には第7シードでトーナメント進出したが、またしても2回戦敗退。翌年は第3シードだったが1回戦で敗退した。

### NBAキャリア
大学卒業後、1995年のNBAドラフトでミルウォーキー・バックスに2巡目43位指名されて入団するも、すぐにシアトル・スーパーソニックスにトレードに出された、当初ゲイリー・ペイトン、ネイト・マクミランが居たこともあり、3番目の控えPGとしてプレーした。
1998年にフィラデルフィア・セブンティシクサーズにドラフト2巡目指名権との交換の形で加入、当初アレン・アイバーソンの控えPGとしてプレーしていたが、ラリー・ブラウンにより、アイバーソンはSGへとコンバートされると、1998-99シーズンからPGとして先発起用され、アイバーソンの良きパートナーとしてチームの躍進に貢献した。2001年のNBAファイナルでチームはロサンゼルス・レイカーズに1勝4敗と優勝を逃したが、自身は5戦全てで二桁得点を記録、第5戦では二桁得点に加えて12アシストを記録した。2001-02シーズン、2002年4月10日のワシントン・ウィザーズ戦で記録した、26得点がキャリアハイとなっている。2002-03シーズン、キャリアハイのシーズン平均12.9点を記録しただけでなく、オールディフェンシブ２ndチームにも選出された。
その後、2004-05シーズンクリーブランド・キャバリアーズにトレードされた。加入初年度はベンチスタートも多かったが、2005-06シーズンは先発で起用される試合も多く、2006-07シーズン、自身3度目となるNBAファイナルの舞台にも立ったが、サンアントニオ・スパーズに敗れた。キャリア晩年は膝の故障のため満足に試合に出場出来ず、2008-09シーズンは一度も出場出来ないまま現役を引退した。2012年にはサザンメソジスト大学の育成部長に就任した。

## プレイスタイル
ディフェンス面がストロングポイントの選手で、コービー・ブライアントからは、「一番タフでインテリジェントなディフェンダー」だとも評価された。シクサーズ時代はラリー・ブラウンヘッドコーチの下でアレン・アイバーソンとコンビを組んで、アイバーソンからは「彼がコートにいてくれないと困るんだ。」、「最高のパートナー」であったと称賛された。ポイントガードからシューティングガードに転向したアイバーソンを上手くコントロールすることで、2001年のチームのNBAファイナル進出に貢献した。

## キャリアハイ
- 得点 : 26 (2002年4月10日対ワシントン・ウィザーズ)[5]
- アシスト : 15 (2000年1月3日対ミルウォーキー・バックス、2000年2月7日対インディアナ・ペイサーズ、2003年1月29日対アトランタ・ホークス[5]
- リバウンド : 11 (2002年2月20日対ゴールデンステート・ウォリアーズ[5]

## その他
- 元NFLのラインバッカーのパーシー・スノウの弟である。